# Asha Patera
L'Asha Patera è una struttura geologica della superficie di Io.